# Jagodina Black Hornets 2022
Questa voce raccoglie le informazioni riguardanti gli Jagodina Black Hornets nelle competizioni ufficiali della stagione 2022.

## Prva Liga 2022

### Stagione regolare
| Kragujevac 27 marzo 2022, ore 14:00 1ª giornata | Kragujevac Wild Boars | 42 – 0 referto | Jagodina Black Hornets | Stadion Čika Dača |

| 2 aprile 2022 2ª giornata | Jagodina Black Hornets | 0 – 25 | Belgrade Blue Dragons |  |

| 17 aprile 2022, ore 15:00 3ª giornata | Novi Sad Wild Dogs | 20 – 0 referto | Jagodina Black Hornets |  |

| 8 maggio 2022, ore 13:00 5ª giornata | Jagodina Black Hornets | 35 – 0 (a tavolino) referto | Požarevac Pastuvi |  |

| 21 maggio 2022 6ª giornata | Beograd Vukovi | 35 – 0 | Jagodina Black Hornets |  |

| 29 maggio 2022, ore 16:00 Recupero 4ª giornata | Kikinda Mammoths | 21 – 8 referto | Jagodina Black Hornets |  |

## Playoff
| 12 giugno 2022, ore 17:00 Semifinale | Belgrade Blue Dragons | 35 – 0 | Jagodina Black Hornets |  |

## Statistiche di squadra
| Competizione      | %Vittorie | In casa | In casa | In casa | In casa | In casa | In casa | In trasferta | In trasferta | In trasferta | In trasferta | In trasferta | In trasferta | Totale | Totale | Totale | Totale | Totale | Totale |
| Competizione      | %Vittorie | G       | V       | N       | P       | Pf      | Ps      | G            | V            | N            | P            | Pf           | Ps           | G      | V      | N      | P      | Pf     | Ps     |
| ----------------- | --------- | ------- | ------- | ------- | ------- | ------- | ------- | ------------ | ------------ | ------------ | ------------ | ------------ | ------------ | ------ | ------ | ------ | ------ | ------ | ------ |
| Stagione regolare | .167      | 2       | 1       | 0       | 1       | 35      | 25      | 4            | 0            | 0            | 4            | 8            | 118          | 6      | 1      | 0      | 5      | 43     | 143    |
| Playoff           | .000      | 0       | 0       | 0       | 0       | 0       | 0       | 1            | 0            | 0            | 1            | 0            | 35           | 1      | 0      | 0      | 1      | 0      | 35     |
| Totale            | .143      | 2       | 1       | 0       | 1       | 35      | 25      | 5            | 0            | 0            | 5            | 8            | 153          | 7      | 1      | 0      | 6      | 43     | 178    |